# Atecucario de la Constitución
Atecucario de la Constitución är en ort i Mexiko.   Den ligger i kommunen Zamora och delstaten Michoacán de Ocampo, i den centrala delen av landet, 300 km väster om huvudstaden Mexico City. Atecucario de la Constitución ligger 1 591 meter över havet och antalet invånare är 3 283.
Terrängen runt Atecucario de la Constitución är huvudsakligen kuperad, men åt sydväst är den platt. Runt Atecucario de la Constitución är det ganska tätbefolkat, med 58 invånare per kvadratkilometer. Närmaste större samhälle är Zamora, 10,0 km sydväst om Atecucario de la Constitución. I omgivningarna runt Atecucario de la Constitución växer huvudsakligen savannskog.